# Bessarione d'Egitto
Bessarione (IV secolo – V secolo) è stato un monaco cristiano egiziano vissuto intorno al IV - V secolo in Egitto, peregrinando nel Deserto di Scete (o Nitria), uno dei luoghi più inospitali della regione.
Padre del deserto, è venerato come santo dalla Chiesa copta, cattolica e ortodossa, che lo ricordano rispettivamente il 6 e il 17 giugno.

## Biografia
Gran parte di quello che sappiamo sulla vita del santo ci è stato tramandato dalla raccolta dei Detti dei padri del deserto. Battezzato durante la sua adolescenza partì in peregrinazione verso i luoghi sacri. Visitò nell'entroterra giordano alcuni monasteri skiti e assimilò dal suo viaggio le leggi della vita monastica.
Al suo ritorno ricevette la tonsura monastica e diventò discepolo di Sant'Isidoro di Pelusium. Da allora iniziò la sua vita di Stolto in Cristo, così come erano chiamati coloro che sceglievano di vivere la propria fede simulando la pazzia, in miseria e disprezzando il proprio corpo per poter meglio partecipare alla passione di Gesù, e di cui Bessarione è ritenuto il primo esponente nella storia. Secondo la sua agiografia scelse infatti di disprezzare il proprio corpo rimanendo sempre all'aperto, vestito solo di pochi stracci e incurante del caldo e del freddo. Mangiava solo una volta alla settimana, passava il proprio tempo vagabondando in vaste regioni inospitali e sabbiose dormendo sempre sotto la volta del cielo e mai sdraiato ma sempre in piedi o seduto. Una leggenda racconta che una volta rimase per quaranta giorni e quaranta notti in preghiera, astenendosi dal mangiare e dormire. Morì in età avanzata.

## Leggende votive e miracoli
I Detti raccontano che Bessarione avrebbe ricevuto da Dio il dono di compiere miracoli e avrebbe utilizzato tale facoltà per dissetare i suoi discepoli assetati facendo con la sola sua preghiera sgorgare fiumi nelle terre desolate da lui abitate.
Si racconta che la sua umiltà fosse talmente grande che una volta, mentre visitava uno Skita, vedendo un sacerdote che scacciava un novizio colto in peccato fosse accorso verso i due esclamando "Anch'io sono un peccatore". Il suo nome è in alcuni casi sostituito a quello di san Pafnuzio nella leggenda della conversione di santa Taide.